# ناحية الرشيد
الرشيد مدينة عراقية تقع جنوب بغداد تابعة لقضاء المحمودية محافظة بغداد تقع إلى جنوب من منطقة هورجب والى الشمال من منطقة حي بدر، ذات طبيعة زراعية، حيث تنتشر فيها بساتين النخيل، والفواكة وبعض المحاصيل الزراعية، كالحنطة، والشعير، والذرة الصفراء، وكذلك زراعة الخضراوات.